# Danforth (Maine)
Danforth ist eine Town im Washington County des Bundesstaates Maine in den Vereinigten Staaten. Im Jahr 2020 lebten dort 587 Einwohner in 560 Haushalten (in den Vereinigten Staaten werden auch Ferienwohnungen als Haushalte gezählt), auf einer Fläche von 156,59 km².

## Geographie
Nach dem United States Census Bureau hat Danforth eine Gesamtfläche von 156,59 km², von der 139,86 km² Land sind und 16,73 km² aus Gewässern bestehen.

### Geographische Lage
Danforth liegt im Norden des Washington Countys und grenzt an das Aroostook County. Im Nordosten grenzt der Grand Lake an, im Nordwesten die Upper und Lower Hot Brook Lakes und zentral befindet sich der Crocked Brook Flowrage. Die Oberfläche ist leicht hügelig, die höchste Erhebung ist der 303 m hohe Flagstaff Mountain.

### Nachbargemeinden
Alle Entfernungen sind als Luftlinien zwischen den offiziellen Koordinaten der Orte aus der Volkszählung 2010 angegeben.
- Norden: Weston, Aroostock County, 5,1 km
- Osten, Süden und Westen: North Washington, Unorganized Territory, 52,6 km
- Nordwesten: Bancroft, Aroostock County, 12,3 km

### Stadtgliederung
In Danforth gibt es mehrere Siedlungsgebiete: Crooked Brook, Danforth, Eaton und Irish Settlement.

### Klima
Die mittlere Durchschnittstemperatur in Danforth liegt zwischen −11,7 °C (11 °F) im Januar und 17,8 °C (64 °F) im Juli. Damit ist der Ort gegenüber dem langjährigen Mittel der USA um etwa 9 Grad kühler. Die Schneefälle zwischen Oktober und Mai liegen mit bis zu zweieinhalb Metern mehr als doppelt so hoch wie die mittlere Schneehöhe in den USA; die tägliche Sonnenscheindauer liegt am unteren Rand des Wertespektrums der USA.

## Geschichte
Danforth wurde am 8. August 1847 als Plantation organisiert. Zuvor wurde das Gebiet unter der Bezeichnung Easterly part of Township No. 8 and westerly part of Township No. 9, Fourth Range NBPP (T8 & T9 R4 NBPP) geführt, auch bekannt unter dem Namen Danforth Tract. Die Organisation als Town erfolgte am 17. März 1860. Im Jahr 1885 wurden Teile von Weston hinzugenommen und im Jahr 1887 von Eaton.
Danforth ist die nördlichste Town im Washington County. Der Grand Lake im Osten trennt Danforth von Kanada.

### Einwohnerentwicklung
| Volkszählungsergebnisse – Town of Danforth, Maine | Volkszählungsergebnisse – Town of Danforth, Maine | Volkszählungsergebnisse – Town of Danforth, Maine | Volkszählungsergebnisse – Town of Danforth, Maine | Volkszählungsergebnisse – Town of Danforth, Maine | Volkszählungsergebnisse – Town of Danforth, Maine | Volkszählungsergebnisse – Town of Danforth, Maine | Volkszählungsergebnisse – Town of Danforth, Maine | Volkszählungsergebnisse – Town of Danforth, Maine | Volkszählungsergebnisse – Town of Danforth, Maine | Volkszählungsergebnisse – Town of Danforth, Maine |
| Jahr                                              | 1800                                              | 1810                                              | 1820                                              | 1830                                              | 1840                                              | 1850                                              | 1860                                              | 1870                                              | 1880                                              | 1890                                              |
| ------------------------------------------------- | ------------------------------------------------- | ------------------------------------------------- | ------------------------------------------------- | ------------------------------------------------- | ------------------------------------------------- | ------------------------------------------------- | ------------------------------------------------- | ------------------------------------------------- | ------------------------------------------------- | ------------------------------------------------- |
| Einwohner                                         |                                                   |                                                   |                                                   |                                                   | 45                                                | 168                                               | 283                                               | 313                                               | 612                                               | 1063                                              |
| Jahr                                              | 1900                                              | 1910                                              | 1920                                              | 1930                                              | 1940                                              | 1950                                              | 1960                                              | 1970                                              | 1980                                              | 1990                                              |
| Einwohner                                         | 1092                                              | 1295                                              | 1201                                              | 1467                                              | 1348                                              | 1174                                              | 821                                               | 794                                               | 826                                               | 710                                               |
| Jahr                                              | 2000                                              | 2010                                              | 2020                                              | 2030                                              | 2040                                              | 2050                                              | 2060                                              | 2070                                              | 2080                                              | 2090                                              |
| Einwohner                                         | 629                                               | 589                                               | 587                                               |                                                   |                                                   |                                                   |                                                   |                                                   |                                                   |                                                   |

## Kultur und Sehenswürdigkeiten

### Bauwerke
In Danforth wurde ein Bauwerk unter Denkmalschutz gestellt und ins National Register of Historic Places aufgenommen.
- Union Hall, 1987 unter der Register-Nr. 87000938.[10]

## Wirtschaft und Infrastruktur

### Verkehr
Der U.S. Highway 1 verläuft in nordsüdlicher Richtung durch die Town.

### Öffentliche Einrichtungen
Es gibt medizinische Einrichtungen in Danforth.
Die Danforth Public Library befindet sich in der Central Street in Danforth.

### Bildung
Danforth gehört zum MASD 14. In Danforth befindet sich die East Grand School mit Klassen von Pre-Kindergarten bis zum 6. Schuljahr.